# Fayetteville (Virginia Occidental)
Fayetteville es un pueblo ubicado en el condado de Fayette en el estado estadounidense de Virginia Occidental. En el Censo de 2010 tenía una población de 2892 habitantes y una densidad poblacional de 203,98 personas por km².

## Geografía
Fayetteville se encuentra ubicado en las coordenadas 38°3′41″N 81°6′30″O / 38.06139, -81.10833. Según la Oficina del Censo de los Estados Unidos, Fayetteville tiene una superficie total de 14.18 km², de la cual 14.15 km² corresponden a tierra firme y (0.22%) 0.03 km² es agua.

## Demografía
Según el censo de 2010, había 2892 personas residiendo en Fayetteville. La densidad de población era de 203,98 hab./km². De los 2892 habitantes, Fayetteville estaba compuesto por el 95.78% blancos, el 3.04% eran afroamericanos, el 0.24% eran amerindios, el 0.21% eran asiáticos, el 0% eran isleños del Pacífico, el 0.07% eran de otras razas y el 0.66% pertenecían a dos o más razas. Del total de la población el 1.59% eran hispanos o latinos de cualquier raza.

## Personas notables
- Tunney Hunsaker - Boxeador profesional y jefe de policía de Fayetteville durante 38 años.
- Los cinco hijos de los Sodder: declarados muertos después de que un incendio destruyera la casa familiar en la víspera de Navidad de 1945, sus padres y todos los hermanos supervivientes menos uno llegaron a creer que, en cambio, habían desaparecido pues nunca descubrieron sus restos. Levantaron una valla publicitaria en las afueras del pueblo para dar a conocer la recompensa que ofrecían por información que resolviera el caso.